# Friderik Baraga
Friderik Irenej Baraga (anglicky Frederic Baraga, slovinsky Friderik Irenej Baraga; 28. června 1797 Knežja vas, Kraňsko – 19. ledna 1868 Marquette County, Michigan) byl americký biskup a římskokatolický misionář slovinského původu, který působil mezi domorodými indiány v USA v letech 1830–68.

## Životopis
Narodil se 28. června 1797 na tvrzi Mala vas, v obci Knežja vas, v Kraňsku (dnešním Slovinsku.
Byl pokřtěn jako Ireneus Fridericus, ale používal vždy jen své druhé jméno – Friderik. Jeho otec, Jan Nepomuk Baraga, byl chudý. Na tvrz Mala vas se přiženil již jako vdovec – jeho první žena zemřela při porodu. Tvrz a přilehlou ves Knežja vas zdědila po svém otci jeho druhá žena Marie Kateřina Jozefa, rozená Jenčič. Měl spolu celkem pět dětí – Frederik se narodil jako čtvrtý – ale dospělosti se mimo něj dožila pouze sestra Amálie.
V roce 1799 rodiče tvrz i s přilehlou vsí prodali a místo ní zakoupili zámeček Trebnje. Zde žil Frederik s rodiči a sestrou do svých 9 let. V roce 1806 odešel do školy v Lublani, kde žil v rodině Jurije Dolinarja, laického profesora na tamním diecézním semináři. O dva roky později (r. 1808) jeho matka ve věku 48 let zemřela a 20. října 1812 zemřel v 57 letech i jeho otec. Oba sourozenci zdědili zámek o který se dál starala jeho 17letá sestra Amálie. Frederik pak trávíval letní prázdniny u strýce Ignáce na zámku Belnek nedaleko Moravče. Již od útlého dětství se musel Friderik učit několika jazykům. Jeho rodným jazykem byla slovinština, ale ve škole se učilo německy. Mezi povinné jazyky tehdy patřila také latina a starořečtina. Do školy začal chodit v čase napoleonských válek a když se v roce 1809 stalo Kraňsko součástí Francouzského císařství, stala se na šest let jeho vyučovacím jazykem francouzština. V roce 1815 se Kraňsko opět stalo součástí Rakouské monarchie, a jeho vyučovacím jazykem se opět stala němčina.
Po ukončení studií na Lublaňském gymnáziu r. 1816 odešel do Vídně studovat práva. Během studií se seznámil s Klementem Mariou Dvořákem, římsko-katolickým knězem česko-německého původu, který byl významným zakladatelem církevních škol pro chudé, který 15. března 1820 zemřel. Frederick, ovlivněn jeho příkladem, se rozhodl že se stane tak jako on knězem. Nastoupil do kněžského semináře v Lublani a ve věku 26 let, 21. září 1823, byl lublaňským biskupem Augustinem Johanem Josefem Gruberem v chrámu svatého Mikuláše vysvěcen na kněze.
V následujícím roce 1824 přenechal svůj vlastnický podíl na zámečku Trebnje sestře Amálii a jejímu muži Jozefu Gresslovi – žili tam až do r. 1896. A začal působit v kostele Sv. Martina, nedaleko Kraně, ale záhy se stal na několik následujících let jeho působištěm kostel Sv. Mikuláše v Metlici, u hranice s Chorvatskem na jihovýchodě Slovinska.
Zde napsal svou první knihu duchovních rozjímání (ve slovinštině) s názvem Dušna paša, kterou o tři roky později (1829) schválila cenzura ke všeobecnému použití. V roce 1830 vyslyšel výzvu amerického biskupa Edwarda Fenwicka ze Cincinnati, který hledal v Evropě kněze, co by mu pomohl spravovat velkou oblast jeho diecéze, jejíž součástí bylo také velké území osídlené domorodci.
Frederik Baraga opustil rodnou zem 29. října 1830. Do New Yorku připlul 31. prosince a do Cinncinati v Ohiu přicestoval 18. ledna 1831. Nejprve pracoval mezi německými imigranty, ale zároveň pilně studoval jazyk Ottawů. V květnu 1831 vyrazil na misii mezi Ottawy na Arbre Croche ( dnes Cross Village, v Michiganu), aby se v jejich jazyce zdokonalil.
Pak působil v Grand Rapids, v Michiganu, odkud se r. 1835 přesunul na sever mezi Odžibveje – do bývalé jezuitské misie v La Pointe ve Wisconsinu. O svých domorodých ovečkách pak napsal roku 1836 knihu – v němčině, protože se v angličtině ještě necítil dostatečně silný: Geschichte, Character, Sitten und Gebräuche der nord-amerikanischen Indier, která vyšla roku 1837 paralelně se slovinským překladem (Popis navád in sadershanja Indijanov Polnozhne Amerike) v Lublani. A zároveň i ve francouzském překladu v Paříži. Právě jeho prostřednictvím se Slovinci dozvěděli mnohé o kultuře amerických domorodců a jejich situaci v USA.
V roce 1837 již byl v jazyce domorodců natolik zběhlý, že vydal vůbec první knihu napsanou v jazyce Ottawů: katolický katechismus a modlitební knížku s názvem "Otawa Anamie-Misinaigan". Na svou rodnou zem a krajany však nezapomínal. Roku 1840 pro ně napsal ve slovinštině knihu náboženských esejů Slate jabelka. Roku 1843 založil misii L'Anse v Michiganu. Dnes nese tento okres jeho jméno Baraga County. Pro tamní indiány vydal katechismus v odžibvejštině Gete dibadjimowin, gaie dach nitam mekateokwanaieg ogagikwewiniwan. V té době došlo v oblasti jeho působení k prudkému nárůstu populace. Evropské přistěhovalce lákala práce v rudných dolech nedaleko Houghtonu, Ontonagonu a Marquette, což pro něj představovalo velkou výzvu.
Pestrá směs obyvatel zahrnovala mimo domorodce katolické osadníky z Kanady, kteří hovořili francouzsky, anglicky hovořící katolíky z Irska a německy hovořící katolíky z Evropy. Baraga sám s tím problém neměl, protože plynule hovořil osmi jazyky, ale měl problém s náborem nových kněží, co by zvládali totéž. Proto sám až do svých šedesáti let neúnavně každou zimu obcházel svoje farníky na sněžnicích a tím si vysloužil svoji přezdívku "Kněz na sněžnicích".
Baraga dělal všechno možné, aby zabránil vysídlení Indiánů z jejich původních sídlišť. Aby zlepšil možnosti komunikace mezi osadníky a domorodci, vydal roku 1850 slovník odžibvejštiny A dictionary of the Otchipwe language (vydání z roku 1853). Již po jeho smrti, r. 1878 vyšlo ve třech knihách jeho rozšířené vydání, které zahrnovalo učebnici gramatiky, anglicko-odžibvejský slovník a odžibvejsko-anglický slovník. I když z historického hlediska měly tyto práce svůj význam, nelze je doporučit ke studiu současné Odžibvejštiny, která patří mezi Algické jazyky. Zajímavostí je, že slovník Frederika Baragy použil pro vytvoření indiánských názvů pro woodcrafterská mistrovství Ernest Thompson Seton.
27. června 1852 si začal Baraga vést deník, věnovaný sestře Amálii, do kterého psal záznamy o svých misijních cestách. Proto byl primárně psaný v němčině, ale psal do něj poznámky i v angličtině, francouzštině, slovinštině, odžibvejštině (Chippewa), latině a italštině). 1. listopadu 1853 byl jmenován papežem Piem IX. biskupem v katedrále Sv. Petra v řetězech v Cinncinati, a uveden do funkce arcibiskupem Johnem Purcellem. Byl prvním biskupem římskokatolické diecéze ze Sault Sainte Marie v Michiganu (nyní Diecéze z Marquette).
Již jako biskup navštívil Friderik Baraga dvakrát Evropu. Při jedné návštěvě obdržel od rakouského císaře Františka Josefa I. biskupský prsten s diamanty, který po návratu prodal ve prospěch svojí misie. Napsal také řadu listů společnosti pro propagaci víry a jeho příklad inspiroval Jana Nepomuka Neumanna a Francise Xaviera Pierza aby odcestovali do Spojených států. Během posledních deseti let života se jeho zdraví prudce zhoršilo. Začal trpět hluchotou a chátral i tělesně. V roce 1865 napsal papeži Piovi IX, aby podpořil kanonizaci jeho vzoru Klementa Marii Dvořáka
Frederik Baraga zemřel 19. ledna 1868 v Marquette, v Michiganu.